# سيتار علي
سيتار علي (بالفارسية: سیتار علی) هي قرية تقع في دشتياري في إيران. يقدر عدد سكانها بـ 152 نسمة بحسب إحصاء 2016.